# فرودگاه شنن
فرودگاه شنن (به انگلیسی: Shannon Airport) (به زبان بومی: Aerfort na Sionainne) یک فرودگاه مسافربری با کد یاتا SNN است که یک باند فرود آسفالت دارد و طول باند آن ۳۱۹۹ متر است. این فرودگاه در کشور ایرلند قرار دارد و در ارتفاع ۱۴ متری از سطح دریا واقع شده است.

## شرکت‌های هواپیمایی و مقصدهای پروازی

### مسافری
The following airlines operate regular scheduled and charter flights to and from Shannon:
| شرکت‌های هواپیمایی                                     | مقصدهای پروازی |
| ----------------------------------------------------- | --- |
| ایر لینگاس                                            | هیترو لندن فصلی: فارو، لانزاروته، مالاگا |
| ایر لینگاس اجرا توسط ای‌اس‌ال ایرلاینز ایرلند           | لوگان فصلی: جان اف کندی |
| Aer Lingus Regional اجرا توسط استوبارت ایر            | بیرمنگام، ادینبرو |
| ایر اروپا                                             | Seasonal charter: لانزاروته, پالما د مایورکا |
| امریکن ایرلاینز                                       | Seasonal: فیلادلفیا |
| ای‌اس‌ال ایرلاینز ایرلند                                | Seasonal charter: رئوس |
| آسترین ایرلاینز                                       | Seasonal charter: وین |
| دلتا ایرلاینز                                         | Seasonal: جان اف کندی |
| Helvetic Airways                                      | Seasonal: زوریخ |
| لوفت‌هانزا                                             | Seasonal: فرانکفورت |
| نروجین ایر شاتل اجرا توسط Norwegian Air International | استیوارت، تی. اف. گرین |
| رایان‌ایر                                              | فوئرته‌ونتورا، کاناس، جان پل دوم کراکوف-بالیس، لانزاروته، گاتویک، استانستد لندن، مالاگا، منچستر، تنریف جنوبی، وارساو مادلن، وروتسواف کوپرنیکوس Seasonal: آلیکانته-الچه، برلین شونفلد، فارو، پالما د مایورکا |
| هواپیمایی اسکاندیناوی                                 | Seasonal: استکهلم-آرلاندا |
| تراول سرویس ایرلاینز                                  | چارتر فصلی: لیون-سینت اگزوپری, مارسی پروانس, نانت آتلانتیک, شارل دوگل پاریس, تولوز-بلانیاک |
| یونایتد ایرلاینز                                      | Seasonal: اوهر شیکاگو، لیبرتی نیوآرک |

### باری
| شرکت‌های هواپیمایی                              | مقصدهای پروازی                                            |
| ---------------------------------------------- | --------------------------------------------------------- |
| دی‌اچ‌ال اوییشن اجرا توسط ای‌اس‌ال ایرلاینز ایرلند | ایست میدلند                                               |
| فدکس اکسپرس اجرا توسط ای‌اس‌ال ایرلاینز ایرلند   | شارل دوگل پاریس                                           |
| ترکیش ایرلاینز                                 | هارتسفیلد-جکسون آتلانتا، اوهر شیکاگو، آتاترک، جان اف کندی |
| یوپی‌اس ایرلاینز اجرا توسط استار ایر            | کلن بن، دوبلین                                            |